# Юрківка (Краматорський район)
Юркі́вка — село Миколаївської міської громади Краматорського району Донецької області, України. Населення становить 34 осіб.
15 червня 2014 року у межах антитерористичної операції біля села терористи атакували пост Нацгвардії. Внаслідок бою троє бойовиків загинули, двоє здалися у полон.

## Населення

### Мова
Розподіл населення за рідною мовою за даними перепису 2001 року:
| Мова       | Кількість | Відсоток |
| ---------- | --------- | -------- |
| українська | 30        | 88.24%   |
| російська  | 4         | 11.76%   |
| Усього     | 34        | 100%     |